# Storbygården
Storbygården är en tidigare småort i Torö socken i Nynäshamns kommun i Stockholms län. Storbygården på den nordvästra spetsen av Torö. Vid 2015 års småortsavgränsning visade sig att folkmängden i orten sjunkit till under 50 personer och småorten upplöstes.